# Madison Genesis/Saison 2014
Dieser Artikel listet Erfolge und Fahrer des Radsportteams Madison Genesis in der Saison 2014 auf.

## Erfolge in der UCI Europe Tour
| Datum    | Rennen                                           | Kat. | Fahrer       |
| -------- | ------------------------------------------------ | ---- | ------------ |
| 24. Mai  | 7. Etappe An Post Rás                            | 2.2  | Liam Holohan |
| 26. Juni | Britische Meisterschaft – Einzelzeitfahren (U23) | CN   | Scott Davies |

## Zugänge – Abgänge
| Zugänge          | Team 2013              | Abgänge           | Team 2014 |
| ---------------- | ---------------------- | ----------------- | --------- |
| Michael Northley | Node 4-Giordana Racing | Dean Downing      | Team NFTO |
| Peter Hawkins    | Team IG-Sigma Sport    | Sebastian Baylis  | Unbekannt |
| Matthew Holmes   | Team Raleigh           | Jack Pullar       | Unbekannt |
| Thomas Scully    | Team Raleigh           | Brennan Townshend | Unbekannt |
| Thomas Stewart   | Team Raleigh           |                   |           |
| Tobyn Horton     | Team UK Youth          |                   |           |
| Scott Davies     | Neoprofi               |                   |           |

## Mannschaft
| Name             | Geburtstag        | Nationalität           |
| ---------------- | ----------------- | ---------------------- |
| Ian Bibby        | 20. Dezember 1986 | Vereinigtes Königreich |
| Scott Davies     | 5. August 1995    | Vereinigtes Königreich |
| Peter Hawkins    | 16. Dezember 1985 | Irland                 |
| Matthew Holmes   | 8. Dezember 1993  | Vereinigtes Königreich |
| Liam Holohan     | 22. Februar 1988  | Vereinigtes Königreich |
| Tobyn Horton     | 7. Oktober 1986   | Vereinigtes Königreich |
| Dominic Jelfs    | 31. März 1990     | Irland                 |
| Michael Northley | 24. März 1987     | Neuseeland             |
| Alex Peters      | 31. März 1994     | Vereinigtes Königreich |
| Thomas Scully    | 14. Januar 1990   | Neuseeland             |
| Chris Snook      | 22. Dezember 1986 | Vereinigtes Königreich |
| Thomas Stewart   | 9. Januar 1990    | Vereinigtes Königreich |
| Andrew Tennant   | 9. März 1987      | Vereinigtes Königreich |